# Ke'anae Arboretum
El Arboreto Ke'anae (en inglés: Ke'anae Arboretum) es un arboreto y jardín botánico de 6 acres (2.4 hectáreas) de extensión en la parte sureste de la isla de Maui, Hawái.

## Localización
Se ubica a 1.6 kilómetros al oeste de Keʻanae, en el Condado de Maui, isla Maui, Hawaii en los Estados Unidos. 
Sus coordenadas son: 20°51′26.8668″N 156°08′56.7996″O / 20.857463000, -156.149111000.

## Historia
Creado con la intención de promover el conocimiento de las plantas tanto útiles como ornamentales que se pueden encontrar en el entorno de Maui, así como plantas procedentes de climas tropicales de todo el mundo.
El terreno del arboreto se encuentra junto al arroyo Piinaau en unas antiguas terrazas de cultivo de  taro en el interior de una selva tropical hawaiana, con sendas de paseo que la atraviesan. 

## Colecciones
El jardín contiene 150 variedades y especies de plantas subtropicales y tropicales procedentes de todo el mundo. 
La colección hace énfasis en los árboles frutales y plantas con flores, incluyendo:
- Árboles y arbustos productores de frutas.
- Flores ornamentales.
- Colección de plantas de Polinesia introducidas en Hawái.
- Colección de plantas nativas de Hawái.

Incluyen jengibres, hibiscus, papayas, y varios tipos de taro.
Los árboles están etiquetados con placas donde se indican su nombre común, nombre científico y su origen. 

### Especímenes
Algunos especímenes de árboles tropicales en el "Ke'anae Arboretum".

Árboles
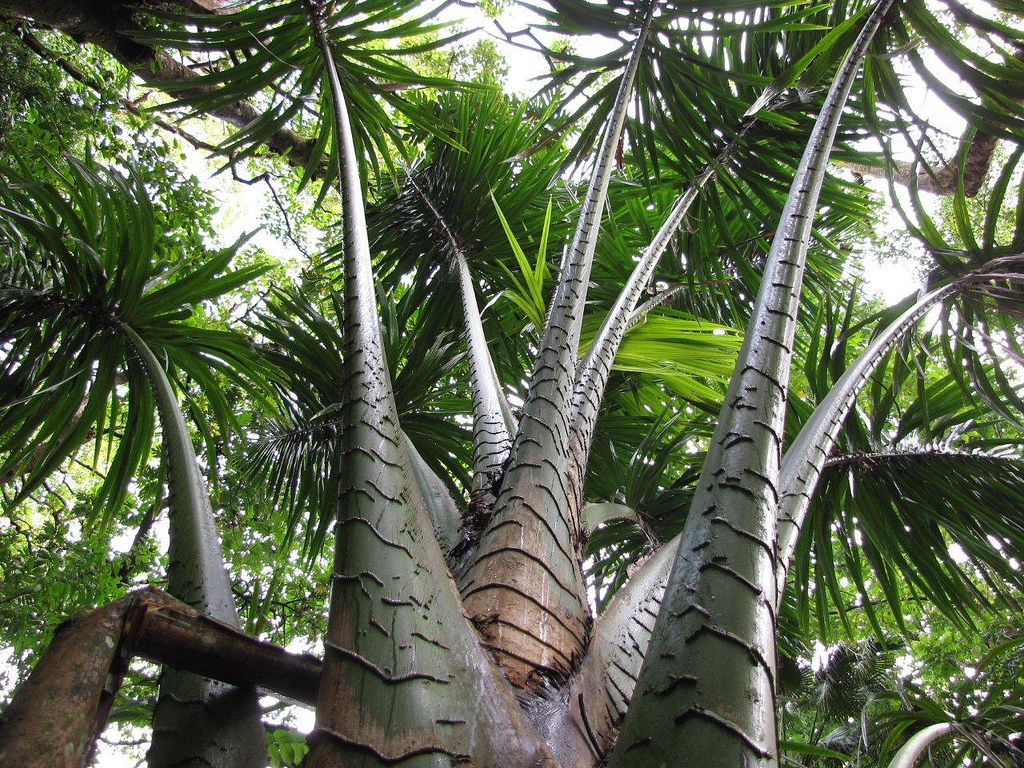
Metroxylon amicarum.
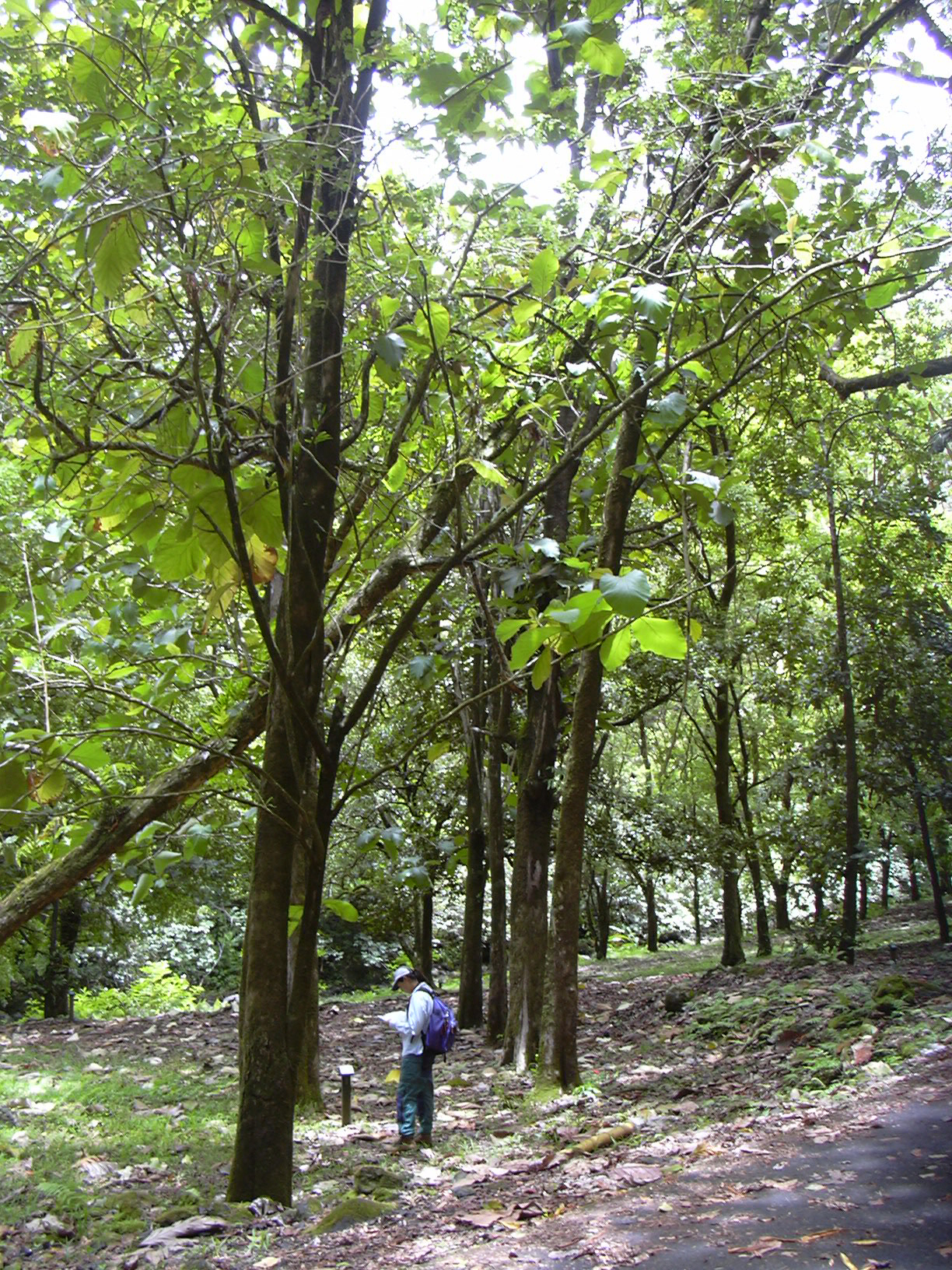
Tectona grandis.
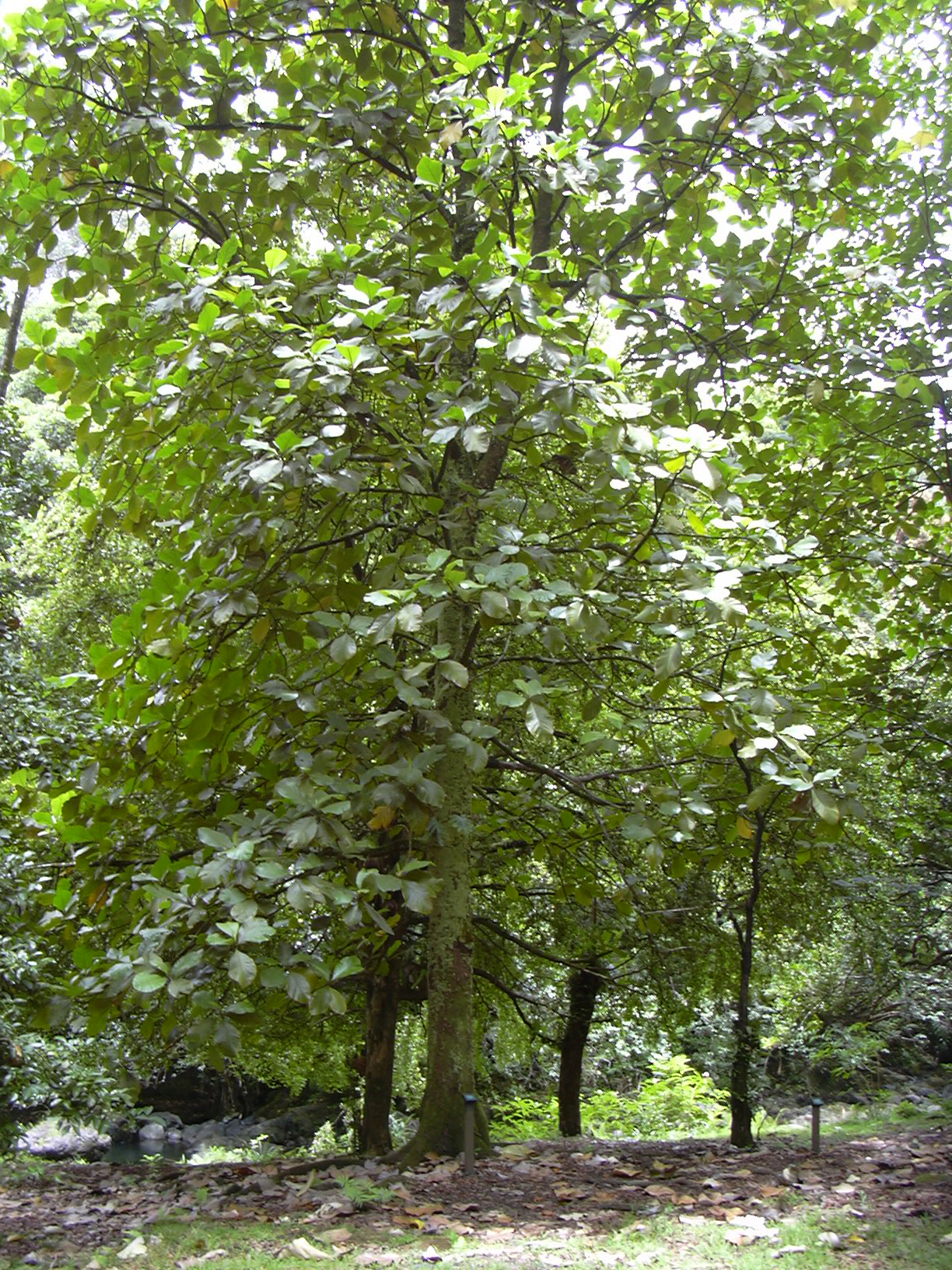
Artocarpus odoratissimus.
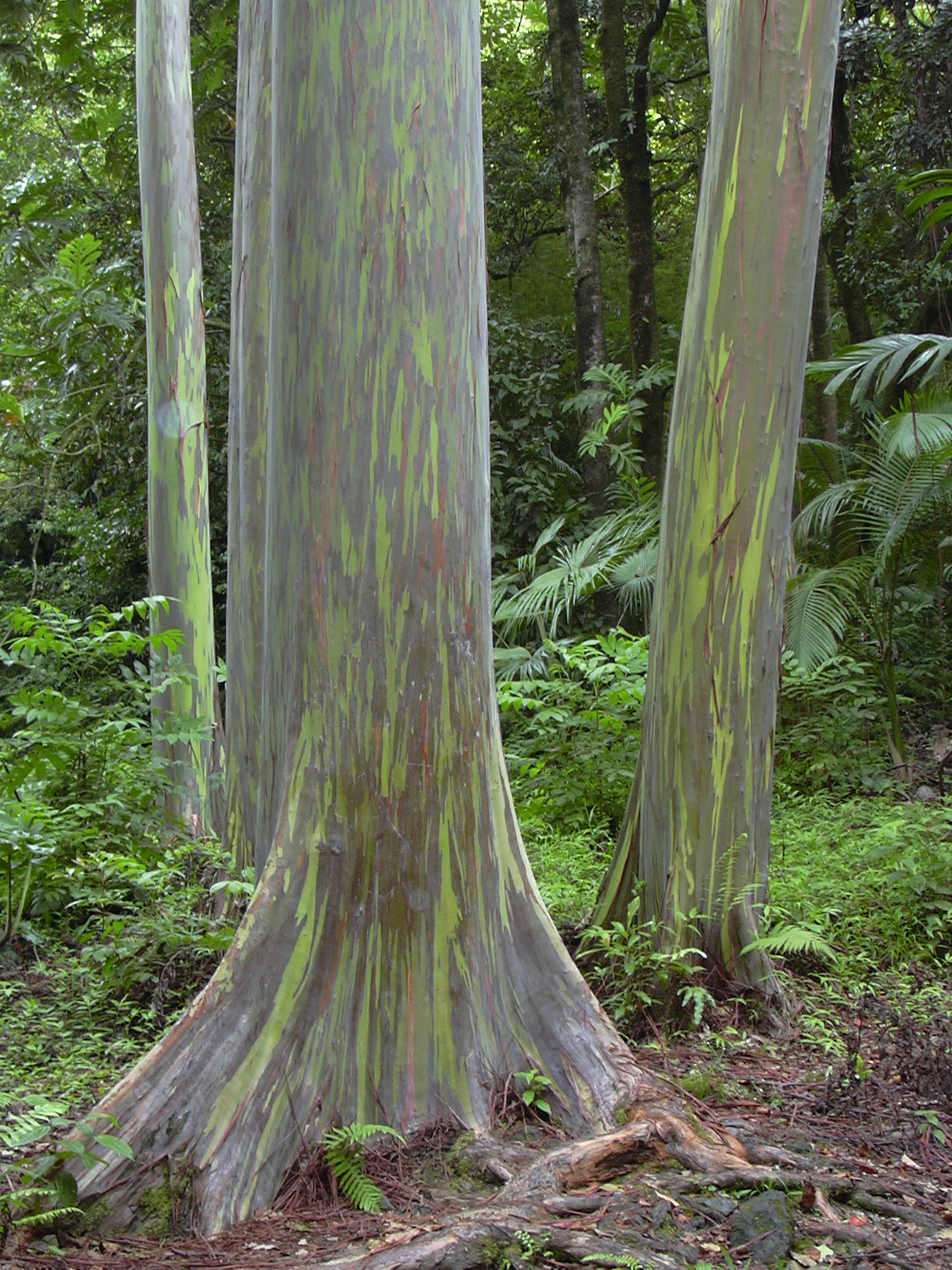
Los troncos de Eucalyptus deglupta.
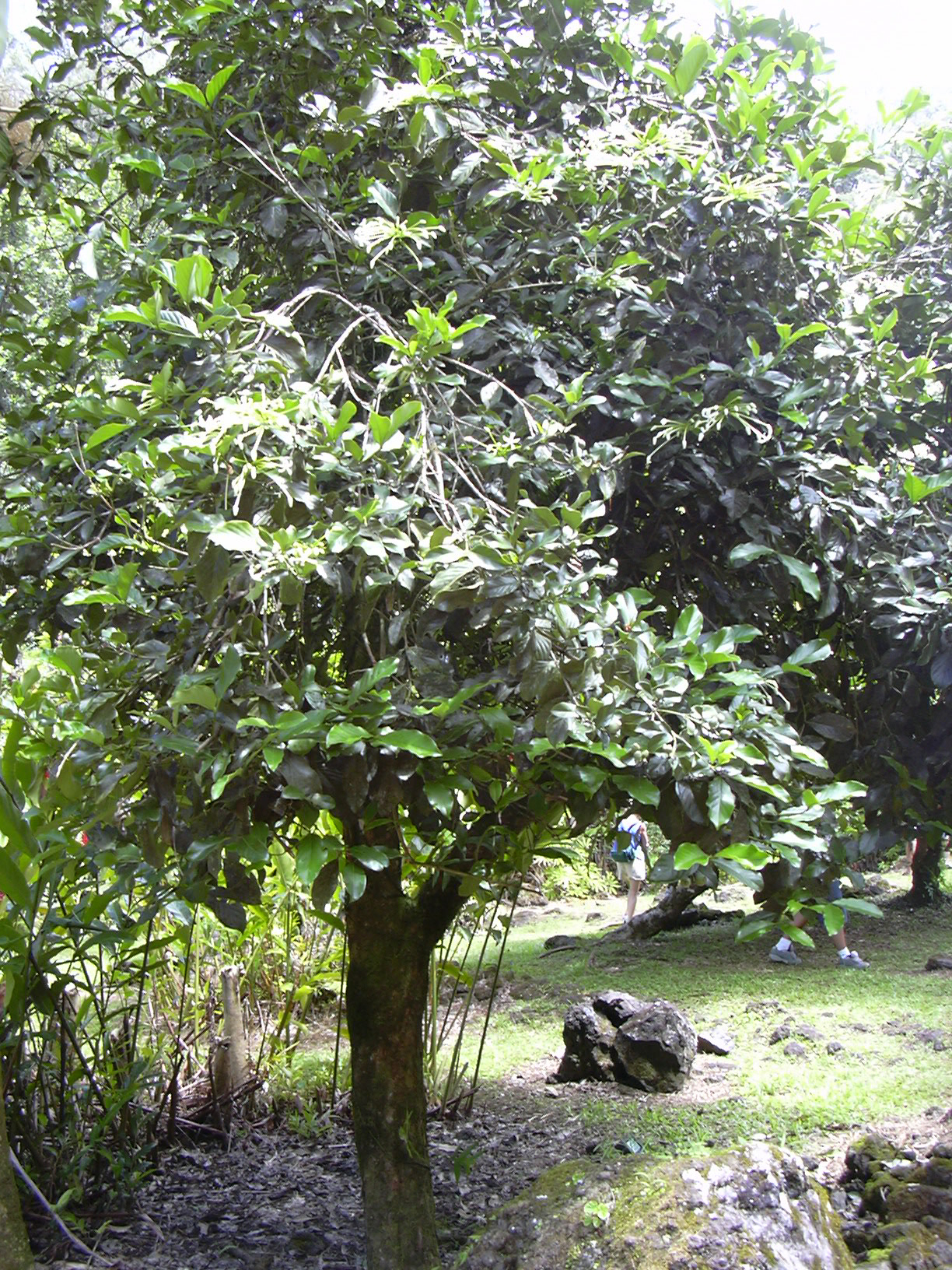
Posoqueria latifolia.
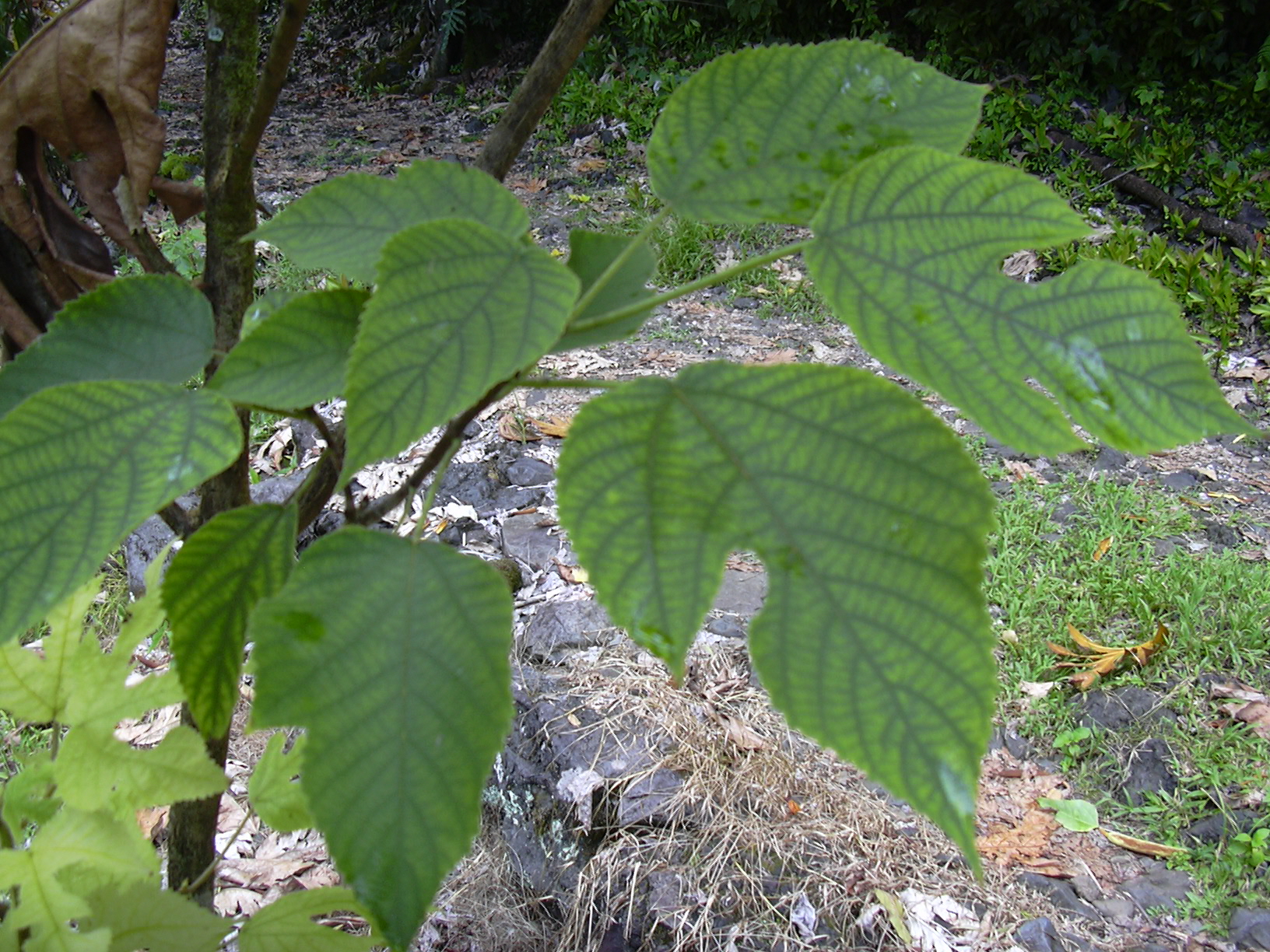
Broussonetia papyrifera.

Algunos especímenes de plantas de flor en el "Ke'anae Arboretum".

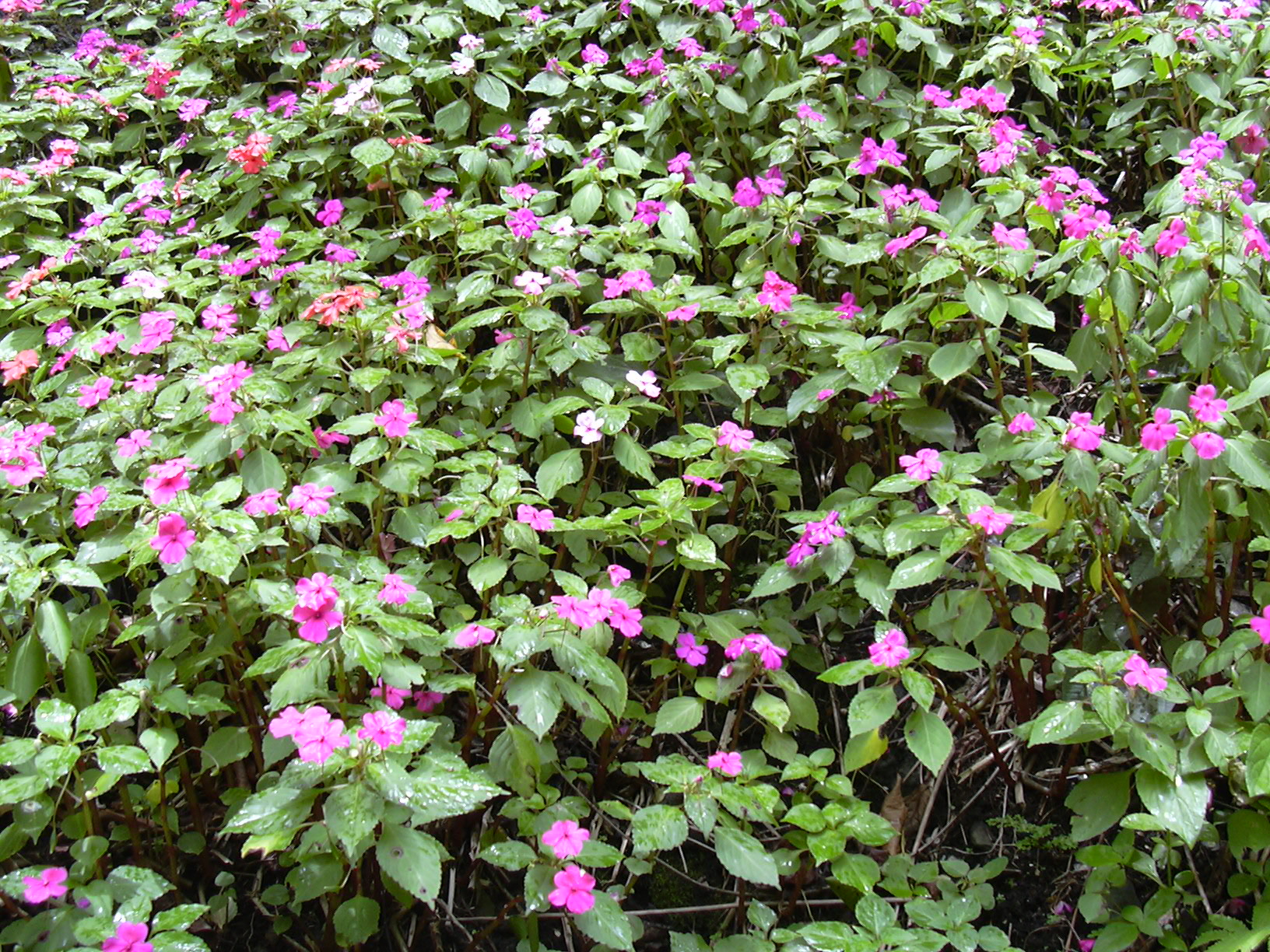
Impatiens walleriana.
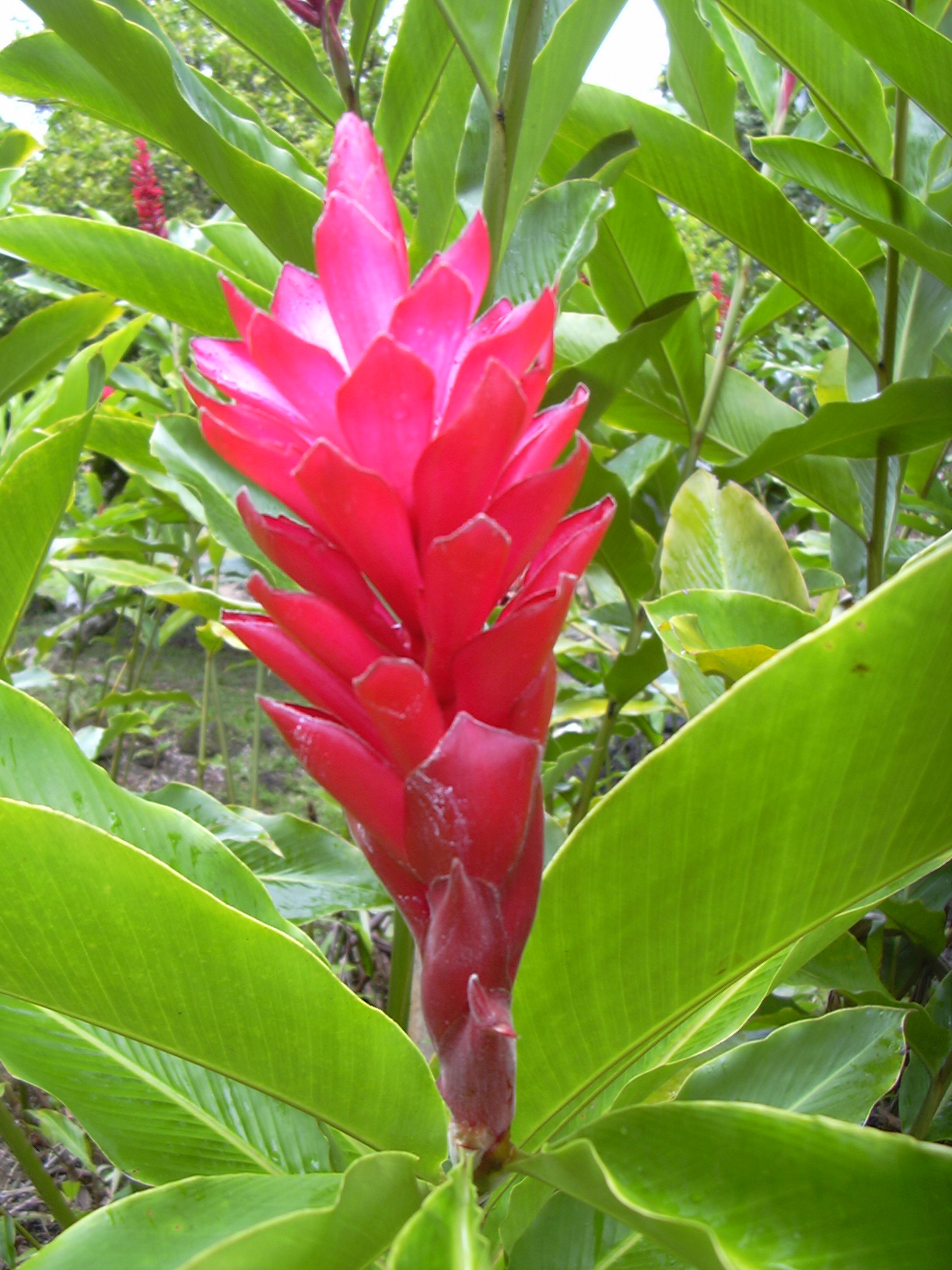
Alpinia purpurata.
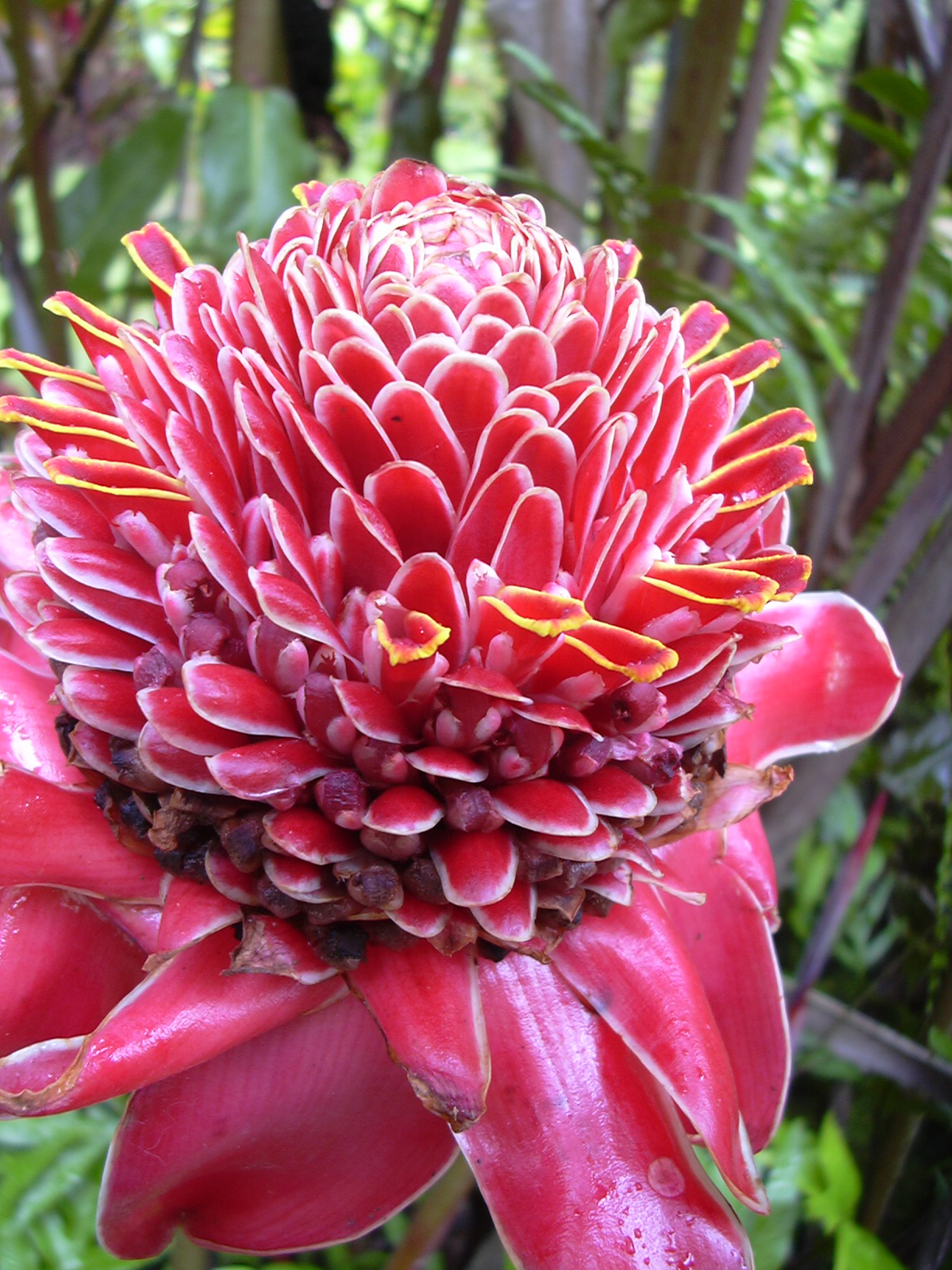
Phaeomeria magnifica.
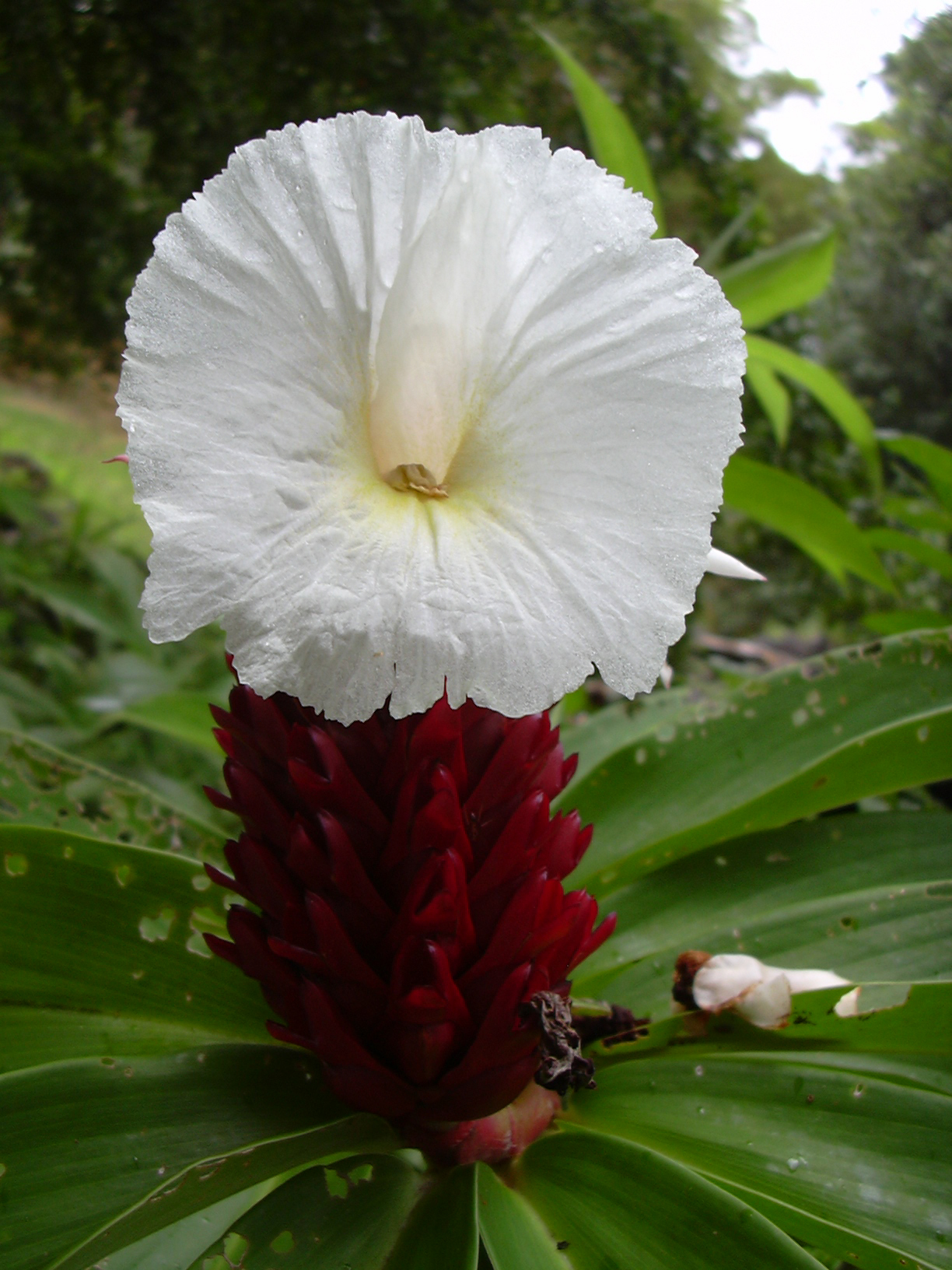
Costus speciosus.
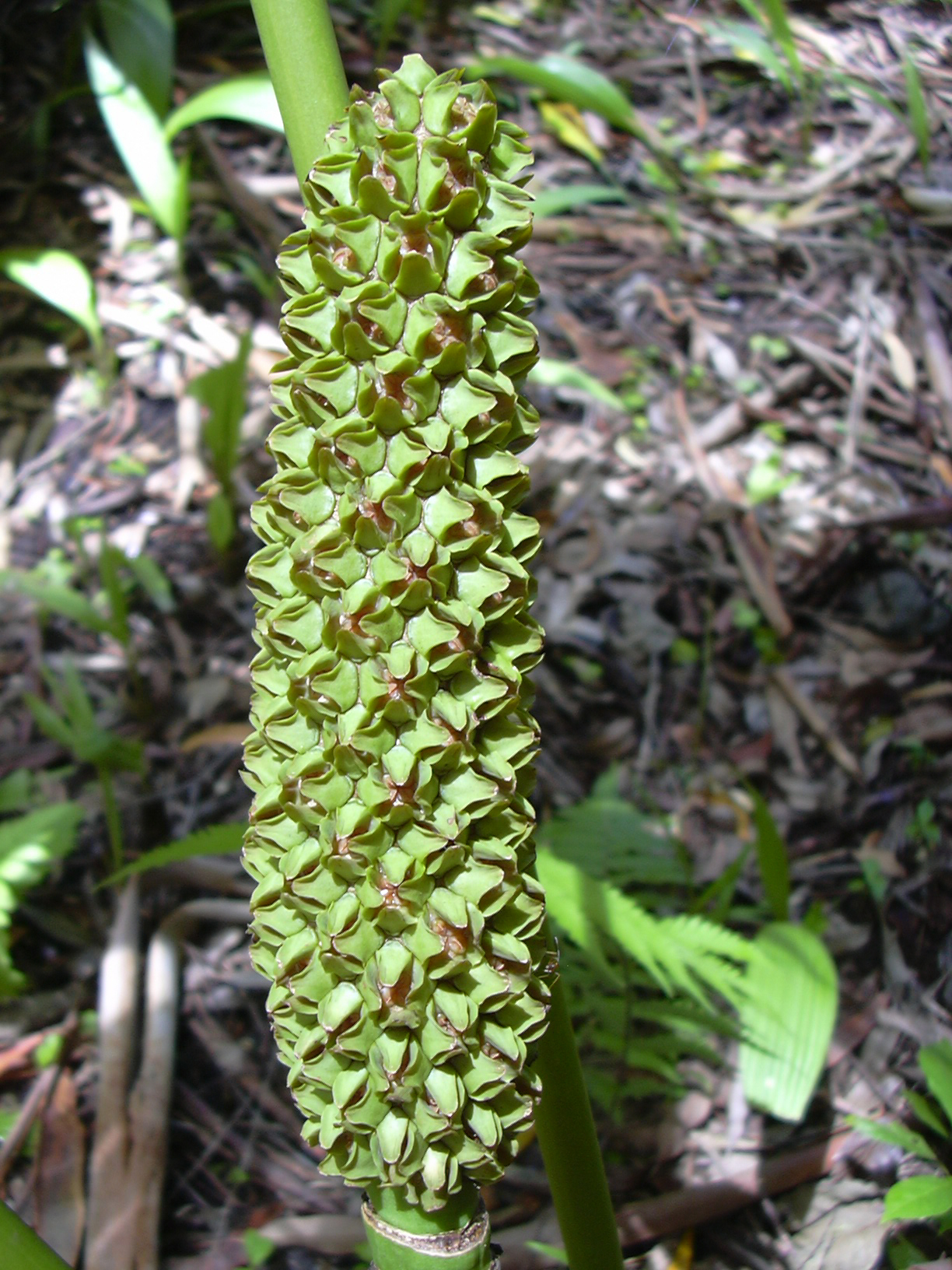
Carludovica palmata.
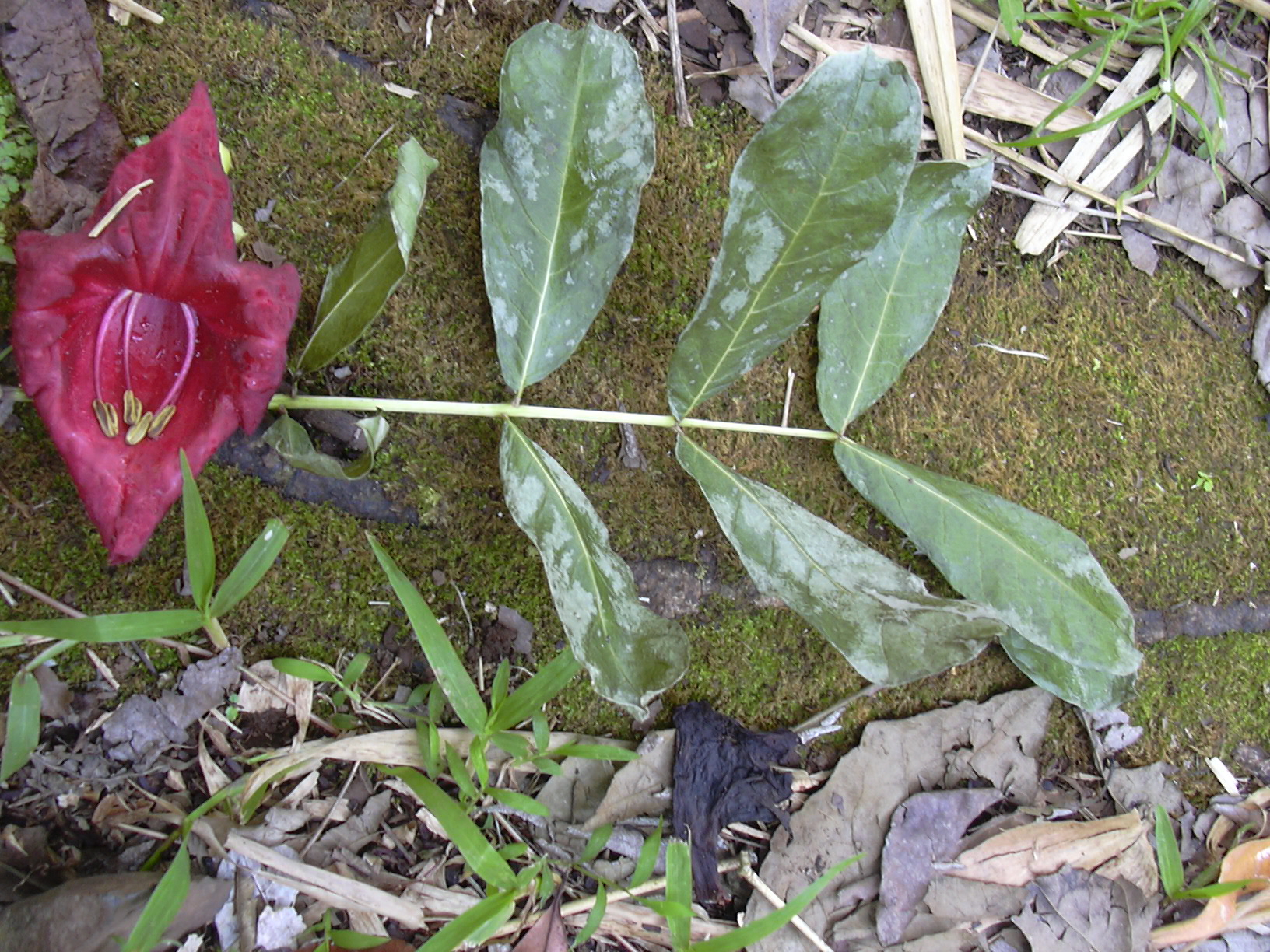
Kigelia africana.